# Новини світу (фільм)
Новини світу (Новини з усього світу) — американськанський драматичний вестерн 2020 року режисера Пола Ґрінґрасса, з Томом Генксом у головній ролі.
Прем'єра фільму в США відбулася 25 грудня 2020 року. Глядачі з інших країн цього дня мали змогу переглянути фільм на Netflix, який придбав права на показ.

## Сюжет
1870 рік. Капітан Джефферсон Кайл Кідд, ветеран Громадянської війни, колишній член Конфедератів, тепер заробляє на життя читанням газет у маленьких містечках за десять центів за людину. Після одного з таких вечорів, дорогою до наступного міста Кідд натрапляє на перекинутий фургон. Поблизу він знаходить тіло темношкірого солдата та 10-річну світлошкіру дівчинку на ім'я Йоганна, яка вдягнена як індіанка. Після зустрічі з патрулем Армії Союзу, Кідду доручають відвезти дівчину до службових осіб Союзу, які працюють на блокпості на в'їзді в місто, де вони розберуться зі всіма її паперами разом з Бюро з питань індіанців та подбають про те, щоб дівчинку повернули до її родичів.
На блокпості Союзу Кідду повідомляють, що представник Бюро з питань індіанців знаходиться в резервації і пробуде там ще наступні три місяці. Кідд продовжує читати новини і неохоче бере на себе відповідальність повернути дівчинку до її родичів. Кідд і Йоганна намагаються знайти спільну мову, хоча їм це не вдається. Ситуація ще більше ускладнюється в наступному місті, коли Кідд стикається з трьома колишніми солдатами Конфедерації, які тепер стали злочинцями. Вони хочуть придбати дівчинку в Кідда. Той відмовляється, але троє чоловіків починають переслідувати їх, і це призводить до перестрілки в пустелі, під час якої Йоганна і Кідд об'єднуються і спільними зусиллями захищаються від переслідувачів.
На наступній зупинці Кідд зустрічає радикальних ополченців, які хочуть очистити свій округ від сторонніх. Кідд зобов'язується прочитати схвалені лідером міста новини, але замість цього він читає новину з іншої газети про групу шахтарів, які мітингують проти жорстокого чоловіка, який відмовляється дотримуватися правил безпеки і таким чином ставить під загрозу життя цих шахтарів. Історія Кідда провокує громадянські заворушення, і врешті-решт призводить до того, що Йоганна застрелює лідера міста і рятує цим Кідда. Після цього Кідд та Йоганна приєднуються до обозу, перш ніж вирушати на пошуки родичів Йоганни. Під час подорожі віз Кідда зруйновано, в результаті чого Йоганна та Кідд продовжують свою подорож пішки, поки не зустрічають членів племені Кайова, у яких Йоганна бере коня.
Врешті-решт Кідд та Йоганна дістаються до будинку її тітки та дядька. Тітка розказує, що батьки Йоганни самі переїхали в гірську місцевість, де земля була дешевшою. Це призвело до того, що їх вбили члени племені Кайова під час свого рейду. Кідд неохоче залишає Йоганну, яка чинить опір, з її родичами та повертається в Сан-Антоніо. Він дізнається, що його дружина, Марія Луїза Бетанкур Кідд, померла від холери у 1865 році. Кідд, не маючи тепер жодних родичів, відвідує її могилу, і залишає там свою обручку та медальйон з фото Марії.
Після цього Кідд їде назад у село, де він залишив Йоганну. Там він бачить її прив'язаною за ногу до стовпа. Тітка та дядько пояснюють, що вона відмовляється працювати і замість цього постійно втікає. Кідд вибачається перед Йоганною і каже їй, що її місце з ним. Йоганна погоджується з цим, і тітка та дядько відпускають їх.
В епілозі Кідд читає новини у маленькому містечку, а Йоганна допомагає йому, створюючи звуковий супровід, і тепер у неї нове ім'я — Йоганна Кідд.

## У ролях
- Том Генкс — капітан Джефферсон Кайл Кідд
- Гелена Ценґель[de] — Йоганна Леонбергер
- Рей МакКіннон ― Саймон Боудлін
- Мейр Віннінґем[en] ― Доріс Боудлін
- Білл Кемп ― містер Бранголм
- Фред Гехінґер ― Джон Коллі
- Том Естор ― лейтенант кавалерії
- Тревіс Джонсон ― вершник кавалерії
- Енді Кастелич ― черговий офіцер Союзу
- Майкл Ковіно ― Елмей
- Ніл Санділендс — Вільгельм Леонбергер
- Томас Френсіс Мерфі — Меррітт Фарлі

## Виробництво
У травні 2017 року «Фокс 2000» купив права на екранізацію однойменного роману Поллет Джайлз, Люк Девіс написав сценарій, а Том Генкс отримав головну роль. Було оголошено в лютому 2019 року, що Пол Грінграсс буде знімати фільм. В результаті злиття Діснея / Фокса фільм було переведено на Universal Pictures. У серпні Гелена Ценґель, Майкл Ковіно та Фред Гехінґер були додані до складу акторів, а у вересні приєднався Томас Френсіс Мерфі.
Фільмування стрічки розпочалось 2 вересня 2019 року в Санта-Фе, Нью-Мексико.

## Реліз
Реліз фільму відбувся 25 грудня 2020 року.